# ゲチョ・アルテアRT
ゲチョ・アルテア・ラグビー・タルデア（バスク語: Getxo Artea Rugby Taldea）は、スペインのバスク州ビスカヤ県ゲチョに本拠地を置くラグビーユニオンクラブ。ディビシオン・デ・オノール（1部）に所属。ホームスタジアムはカンポス・デポルティーボス・デ・ファドゥーラ。

## 歴史
ゲチョはビルバオ都市圏にある町であり、19世紀にはブルジョア階級が多数住むようになった町である。ゲチョ・アルテアRTは1975年に創設され、ゲチョに住んでいたゲルニカRTの選手3人が加わった。当時はラグビーというと一般的には大学生がプレーするスポーツであり、社会人スポーツとしては認知度を拡大させる過程にあった。
1978-79シーズンには初めてディビシオン・デ・オノール・デ・ラグビーでプレーし、その後は何度かディビシオン・デ・オノールB（2部）に降格したものの、1989年には再びディビシオン・デ・オノールに昇格した。
1989-90シーズンにはコパ・デル・レイで初優勝し、1990-91シーズンには2連覇、1991-92シーズンには3連覇を達成した。1992-93シーズンにはディビシオン・デ・オノールで初優勝し、1996-97シーズンにはコパ・デル・レイで4回目の優勝を飾った。
2000年代にはスペインでもプロ選手の獲得が行われるようになり、各クラブの予算規模などが大きく変化した。
2004-05シーズンにはコパ・デル・レイで準優勝した。
2017-18シーズンはディビシオン・デ・オノール（1部）で最下位となり、2018-19シーズンはディビシオン・デ・オノールB（2部）に所属している。

## タイトル

### 男子チーム
- ディビシオン・デ・オノール（1部）
  - 優勝1回 : 1993
- ディビシオン・デ・オノールB（2部）
  - 優勝1回 : 2011
- コパ・デル・レイ（英語版）
  - 優勝4回 : 1990, 1991, 1992, 1997
  - 準優勝3回 : 1993, 1995, 2005

### 女子チーム
- ヨーロッパ女子ラグビークラブ選手権
  - 準優勝1回 : 2009
- コパ・デ・ラ・レイナ
  - 優勝2回 : 2001, 2008
  - 準優勝1回 : 2004

## 成績

### 男子チーム
| シーズン | Div. | 所属リーグ | 順位 | 備考             |
| -------- | ---- | ---------- | ---- | ---------------- |
| 1978-79  | 1部  | オノール   | 8位  | 2部降格          |
| 1979-80  | 2部  | プリメーラ | 1位  | 1部昇格          |
| 1980-81  | 1部  | オノール   | 4位  |                  |
| 1981-82  | 1部  | オノール   | 3位  |                  |
| 1982-83  | 1部  | オノール   | 5位  |                  |
| 1983-84  | 1部  | オノール   | 9位  | 2部降格          |
| 1984-85  | 2部  | プリメーラ | 1位  | 1部昇格          |
| 1985-86  | 1部  | オノール   | 4位  |                  |
| 1986-87  | 1部  | オノール   | 4位  |                  |
| 1987-88  | 1部  | オノール   | 9位  | 2部降格          |
| 1988-89  | 2部  | プリメーラ | 1位  | 1部昇格          |
| 1989-90  | 1部  | オノール   | 4位  | 国内カップ優勝   |
| 1990-91  | 1部  | オノール   | 3位  | 国内カップ優勝   |
| 1991-92  | 1部  | オノール   | 5位  | 国内カップ優勝   |
| 1992-93  | 1部  | オノール   | 1位  | 国内カップ準優勝 |
| 1993-94  | 1部  | オノール   | 2位  |                  |
| 1994-95  | 1部  | オノール   | 2位  | 国内カップ準優勝 |
| 1995-96  | 1部  | オノール   | 3位  |                  |
| 1996-97  | 1部  | オノール   | 2位  | 国内カップ優勝   |
| 1997-98  | 1部  | オノール   | 8位  |                  |
| 1998-99  | 1部  | オノール   | 8位  |                  |

| シーズン | Div. | 所属リーグ | 順位          | 備考             |
| -------- | ---- | ---------- | ------------- | ---------------- |
| 1999-00  | 1部  | オノール   | 8位           |                  |
| 2000-01  | 1部  | オノール   | 9位           |                  |
| 2001-02  | 1部  | オノール   | 10位          | 2部降格          |
| 2002-03  | 2部  | オノールB  | 1位           | 1部昇格          |
| 2003-04  | 1部  | オノール   | 8位           |                  |
| 2004-05  | 1部  | オノール   | 7位           | 国内カップ準優勝 |
| 2005-06  | 1部  | オノール   | 5位           |                  |
| 2006-07  | 1部  | オノール   | 8位           |                  |
| 2007-08  | 1部  | オノール   | 5位           |                  |
| 2008-09  | 1部  | オノール   | 10位          | 2部降格          |
| 2009-10  | 2部  | オノールB  | 6位           |                  |
| 2010-11  | 2部  | オノールB  | 1位           | 1部昇格          |
| 2011-12  | 1部  | オノール   | 5位 / ベスト4 |                  |
| 2012-13  | 1部  | オノール   | 8位           |                  |
| 2013-14  | 1部  | オノール   | 7位           |                  |
| 2014-15  | 1部  | オノール   | 9位           |                  |
| 2015-16  | 1部  | オノール   | 8位           |                  |
| 2016-17  | 1部  | オノール   | 11位          |                  |
| 2017-18  | 1部  | オノール   | 12位          | 2部降格          |
| 2018-19  | 2部  | オノールB  |               |                  |